# Intelligenztest

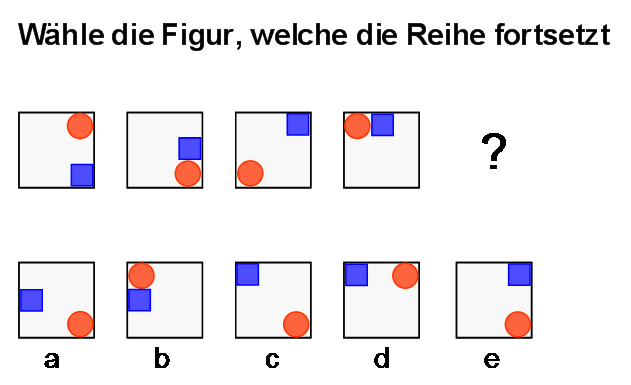
Welche Figur der unteren Reihe setzt die obere Reihe sinnvoll fort? Ein typisches Beispiel eines Matrizentests, richtige Lösung: d

Ein Intelligenztest ist ein Instrument der psychologischen Diagnostik zur Messung der Intelligenz einer Person. Da Intelligenz unterschiedlich definiert wird, gibt es sehr verschiedenartige Intelligenztests. Dabei geht man davon aus, dass Leistungsunterschiede in Intelligenztests auch Unterschiede der kognitiven Leistungsfähigkeit im täglichen Leben abbilden. Psychologische Tests werden als Hilfsmittel zum Finden einer optimalen Entscheidung im Rahmen verschiedener diagnostischer Fragestellungen eingesetzt. Die Erfassung der Intelligenz kann zum Beispiel für die Vorhersage von Berufserfolg oder Berufseignung (Personalauswahl oder Berufsberatung) oder für Empfehlungen einer Schulausbildung oder einer Studienwahl hilfreich sein. Auch verschiedene klinische Fragestellungen (Vorliegen von Erkrankungen wie Demenz oder Intelligenzminderungen oder die Anwendung beruflicher Rehabilitationsmaßnahmen) können die Erfassung der Intelligenz notwendig machen.
Am bekanntesten ist das Ergebnis einiger dieser Tests, der Intelligenzquotient (IQ). Umgangssprachlich werden daher Intelligenztests auch IQ-Tests genannt. Wegen der Gefahr der Verabsolutierung des IQ als Etikett einer Person (wie Körpergröße oder Gewicht – also unabhängig von einer konkreten Fragestellung) verwendet man diese Größe in der Fachsprache nicht mehr und greift auch auf andere Normskalen zur Beschreibung von Intelligenz-Leistungen zurück.
Intelligenztests sind zum Teil umstritten. Dies liegt unter anderem an der Vielzahl von Faktoren (Umwelt, Erbgut), von denen die Intelligenz beeinflusst wird, einer möglichen Verknüpfung mit der Eugenik und Zweifeln an der Objektivität.
Der erste Intelligenztest wurde von dem Franzosen Alfred Binet entwickelt, um Schüler mit besonderem Förderbedarf zu identifizieren und zu verhindern, dass diese der normalen schulischen Umgebung verwiesen und stattdessen in separaten psychiatrischen Kliniken unterrichtet werden.

## Allgemeines
Intelligenz als Messgegenstand dieser Tests ist ein nicht direkt messbares Konstrukt. Anders als zum Beispiel bei der Körpergröße ist die Bestimmung der Intelligenz mittels Intelligenztests immer mit einem Messfehler behaftet. Es existiert kein Intelligenztest, der alle Teilbereiche der Intelligenz umfasst.
Laut dem Bundesministerium für Bildung und Forschung umfassen die verschiedenen Tests „je nach zugrunde liegender Theorie und je nach Aufgabenzusammenstellung, mehr oder weniger verschiedene Bereiche der Intelligenz. Bei manchen Tests ist das Abschneiden […] zum Beispiel eher vom Vorwissen abhängig, bei anderen ist dieses eher bildungsunabhängig. Manche Tests erfassen nur eine Teilfähigkeit der Intelligenz (z. B. das abstraktlogische Denken), andere erfassen eine Vielzahl verschiedener Fähigkeiten […]. Dennoch wird das Ergebnis bei fast allen Tests als Intelligenzquotient (IQ) ausgedrückt. Oberflächlich gesehen könnte man daher denken, es handele sich um dieselben erfassten Fähigkeiten. Doch Vorsicht: IQ ist nicht gleich IQ, und es gibt auch nicht den IQ-Test!“
Man kann das Intelligenzkonstrukt, auf dem klassische Intelligenztests beruhen, laut Jens Asendorpf folgendermaßen charakterisieren: „Intelligenz ist, was Intelligenztests messen, die so konstruiert wurden, dass sie das Bildungsniveau möglichst gut vorhersagen, oder kurz: Intelligenztests messen die Befähigung zu hoher Bildung.“
Andere wesentliche Persönlichkeitsdimensionen, wie etwa die emotionale Intelligenz, werden durch den Intelligenztest nicht erfasst.

## Normskalen für die Intelligenzmessung
Intelligenztests werden mit entsprechend großen Gruppen von Versuchspersonen so entwickelt, dass dabei eine Normalverteilung entsteht. Nach Rosemann ist die Normalverteilung der Intelligenz ein idealtypisches Modell. Demnach gelten Tests, die eine andere Verteilung der Ergebnisse zeigen, als schlecht konstruiert.
Der Intelligenzquotient (IQ) bekommt den Mittelwert 100, wobei die Standardabweichung 15 beträgt:
{\displaystyle {\text{Abweichung}}-IQ=100+15\cdot {\frac {(x-\mu )}{\sigma }}} (HAWIE und HAWIK Hamburg-Wechsler-Intelligenztest)
Eine andere gebräuchliche Größe sind die Standardwerte (SW), die manchmal mit dem IQ verwechselt werden. Hier ist der Mittelwert ebenfalls 100, die Standardabweichung aber 10.
{\displaystyle SW=100+10\cdot {\frac {(x-\mu )}{\sigma }}} (IST Intelligenz-Struktur-Test nach Rudolf Amthauer)
Beim Vergleich der Werte verschiedener Intelligenztests ist zu beachten, dass unterschiedliche Leistungsanforderungen (siehe Validität von Intelligenzmessungen) die Aussagefähigkeit der Tests ebenso bestimmen wie die Verwendung unterschiedlicher Normierungsstichproben (z. B. unterschiedliche Repräsentativität für die Gesamtbevölkerung), auf die sich der gemessene Wert für Intelligenz bezieht.

## Arten von Intelligenztests
Intelligenztests sind jeweils auf eine Intelligenztheorie bezogen, die bei der Interpretation eines Ergebnisses beachtet werden muss. Entsprechend gibt es Tests zur Erfassung einer allgemeinen Intelligenz oder von Komponenten (Faktoren, Dimensionen) der Intelligenz.

### Der Binet-Simon-Test
Alfred Binet und Théodore Simon entwickelten 1905 den ersten brauchbaren Intelligenztest, dessen Grundideen sich in allen modernen Tests wiederfinden. Der Binet-Simon-Test bestand aus einer Reihe von einzelnen, aber verschiedenartigen Aufgaben (Subtests). Die Aufgaben hatten einen ansteigenden Schwierigkeitsgrad, um möglichst trennscharf für die jeweilige Altersgruppe lösbar zu sein. Die Zahl der gelösten Aufgaben wurde zu einem Punktwert addiert. Die Aufgaben selbst stellen zum Teil einfache Fragen und Probleme des Alltags dar. Teils handelt es sich um logische oder mathematische Aufgaben (zum Beispiel das Ergänzen von Zahlenreihen). Bereits die ersten Tests umfassten auch das Messen der Gedächtnisspanne. Um den Test auszuführen, war es notwendig, die sprachlichen Anweisungen zu verstehen. Daraus ergibt sich die berechtigte methodische Kritik, dass Personen, die diese Anweisung nicht oder nur ungenügend verstehen, schon aus diesem Grund bei einem Intelligenztest schlechter abschneiden.

### Allgemeine Intelligenz
Der Begriff Allgemeine Intelligenz bezieht sich auf das Generalfaktormodell von Charles Spearman. Dafür werden beispielsweise der Zahlen-Verbindungs-Test (ZVT) von Wolf D. Oswald und Erwin Roth oder die Matrizentests von John C. Raven verwendet.

### Kristallisierte (kristalline) und fluide Intelligenz
Diese Gegenüberstellung geht auf den britisch-amerikanischen Psychologen R. B. Cattell zurück und bedeutet die Unterscheidung von Problemlösefähigkeit (Fähigkeit, Problemstellungen zu lösen und sich an neue Problemstellungen anzupassen) – als fluide Intelligenz und Wissen (die früher erworbenen Wissensbestände und Lernprozesse als bildungsabhängige Komponente) – als kristallisierte Intelligenz (Original: crystallized). Weist eine Person unterschiedliche Ausprägungen in beiden Bereichen auf, können sowohl in der Klinischen Psychologie (z. B. Abbaudiagnostik) als auch in der Entwicklungspsychologie (z. B.: Liegt ein fähigkeitsentsprechender Bildungsstand vor?) wichtige Schlüsse gezogen werden. Diese Fähigkeiten werden insbesondere in den von Alan S. Kaufman entwickelten Tests gemessen. Es ermöglicht eine Differenzierung von den Fertigkeiten, erworbenes Wissen und die grundlegenden, fluiden Fähigkeiten in Problemlösungen einzusetzen. Der bekannte Test für Kinder von zweieinhalb bis zu zwölfeinhalb Jahren ist die Kaufman Assessment Battery for Children (K-ABC). Hier ist eine Unterscheidung zwischen fluider Intelligenz, kristallisierter Intelligenz und Fertigkeiten (wie Buchstabieren oder erworbenem Umweltwissen) möglich. Der K-ABC enthält auch eine Skala für nicht sprachgebundene Untertests, die einen Wert bieten, wenn sprachliche Fähigkeiten beeinträchtigt sind. Für Jugendliche und Erwachsene steht seit 1997 der Kaufman-Test zur Intelligenzmessung für Jugendliche und Erwachsene (K-TIM) zur Verfügung.

### Ravens Progressive Matrizen
1938 entwickelte John C. Raven ein kulturunabhängiges, sprachfreies Verfahren, genannt Progressive Matrizen, das Verzerrungen für Testpersonen aus fremden Kulturen ausschließen sollte. Jedoch hat sich diese Hoffnung auf völlig kulturunabhängige Tests nicht erfüllt, da die Kritiker von IQ-Tests gute Gründe dafür anführten, dass sich kulturell unterschiedliche Denkstile und kulturelle Erfahrungen nicht auf nur sprachliche Unterschiede reduzieren lassen. Es stellte sich heraus, dass ein Rest an „Kultur-Konfundierung“ auch bei weitgehend sprachfreien Tests erhalten bleibt.

### Verbale und praktische (Handlungs-)Intelligenz
Diese Unterteilung beruht auf dem Intelligenzkonzept von David Wechsler, der Intelligenz als „die zusammengesetzte oder globale Fähigkeit des Individuums (bezeichnet,) zielgerichtet zu handeln, rational zu denken und sich wirkungsvoll mit seiner Umwelt auseinanderzusetzen“. Die von Wechsler in der ursprünglichen Version vorgenommene Unterteilung der Intelligenz in Verbal- und Handlungsintelligenz ist dabei lediglich eine der vielen möglichen Gliederungen dieses komplexen Konstrukts. Sie hat keine theoretisch geleitete Grundlage, sondern ist vielmehr pragmatisch motiviert; alternative Konzeptionen sind mithin keineswegs ausgeschlossen.
Wechslers in den 1950er-Jahren entwickelte Testreihe prüft in elf Teiltests Allgemeinwissen, Wortschatz, rechnerisches Denken, audio-visuelle Aufnahmefähigkeit und Abstraktionsvermögen. Der vom Hamburger Psychologen Curt Bondy modifizierte Hamburg-Wechsler-Intelligenztest für Erwachsene (WIE, früher HAWIE) ist heute ein gebräuchlicher Test für Probanden zwischen 16 und 74 Jahren. Analog dazu gibt es einen Test für Kinder zwischen 6 und 16 Jahren (WISC, früher HAWIK). Eine weitere Revision von 1983 wird durch ein angehängtes „-R“ gekennzeichnet. Der Kindertest liegt inzwischen in einer weiter überarbeiteten Version (WISC-IV, letzte Auflage 2010) vor. Die Wechsler Preschool and Primary Scale of Intelligence (WPPSI-III, letzte Auflage 2011), früher unter der Bezeichnung Hannover-Wechsler Intelligenztest für das Vorschulalter (HAWIVA) erhältlich, ermöglicht darüber hinaus die Testung von Kindern zwischen 3 Jahren und 7 Jahren, 2 Monaten.
Anders als in den aktuellen Versionen der Tests (WIE – Wechsler Intelligenztest für Erwachsene; WISC-IV – Wechsler Intelligence Scale for Children, deutsche Bearbeitung) bestand bislang eine strikte Trennung der Untertestaufgaben in einen sogenannten Verbal- vs. Handlungsteil. Für die WPPSI-III wurde diese Gliederung auch bei der Neubearbeitung beibehalten. In den beiden neuesten Auflagen des WIE und der WISC hingegen wurde diese Zweiteilung zugunsten einer Differenzierung in vier sogenannte Indizes aufgegeben, die nunmehr die Leistungsfähigkeit in den vier Bereichen Sprachverständnis, Wahrnehmungsgebundenes logisches Denken, Arbeitsgedächtnis und Verarbeitungsgeschwindigkeit beschreiben.
Im Rahmen der WISC-IV gelten folgende Zuordnungen:
- Sprachverständnis
  - Gemeinsamkeiten finden
  - Wortschatztest
  - Allgemeines Verständnis
  - optional Allgemeines Wissen

- Wahrnehmungsgebundenes logisches Denken
  - Mosaiktest
  - Bildkonzepte
  - Matrizentest
  - optional Bilderergänzen

- Arbeitsgedächtnis
  - Zahlen nachsprechen
  - Buchstaben-Zahlen-Folgen
  - optional Rechnerisches Denken

- Verarbeitungsgeschwindigkeit
  - Zahlen-Symbol-Test
  - Symbolsuche
  - optional Durchstreichtest

### Mehrfaktorenkonzepte
Mehrfaktorenkonzepte beruhen u. a. auf Modellen von Louis Leon Thurstone oder Adolf Otto Jäger und erfassen unterschiedliche Teilkomponenten der Intelligenz. Im deutschsprachigen Raum bekannte Intelligenztests dieser Art sind:
- Berliner-Intelligenz-Struktur-Test (BIS-4) aufbauend auf Adolf Otto Jägers Berliner Intelligenzstrukturmodell
  - Bearbeitungsgeschwindigkeit
  - Merkfähigkeit
  - Einfallsreichtum
  - Verarbeitungskapazität
  - Sprachgebundenes Denken
  - Zahlengebundenes Denken
  - Anschauungsgebundenes Denken
- Intelligenz-Struktur-Test (I-S-T 2000R)
  - Verbale Kompetenz (Satzergänzung, Analogien, Gemeinsamkeiten)
  - Numerische Kompetenz (Rechenaufgaben, Zahlenreihen, Rechenzeichen)
  - Figurale Kompetenz (Figurenauswahl, Würfelaufgaben, Matrizen)
  - Merkfähigkeit, Schlussfolgerndes Denken (Reasoning)
  - Erweiterungsmodul: fluide und kristallisierte Intelligenz (Generalfaktoren)
- Wilde-Intelligenz-Test Version 2 (WIT-2)[15]
  - Sprachliches Denken
  - Rechnerisches Denken
  - Räumliches Denken
  - Schlussfolgerndes Denken (Integral aus sprachlichem, rechnerischem und räumlichem Denken)
  - Merkfähigkeit
  - Arbeitseffizienz
  - Wissen Wirtschaft
  - Wissen Informationstechnologie

### Informationspsychologie
Da es sich bei Intelligenztests um Leistungstests handelt, ist für die Bearbeitung der Tests in der Regel eine Zeitbegrenzung vorgegeben. Aus der Beobachtung, dass bereits das Aneinanderreihen einfacher Aufgaben (elementare kognitive Aufgaben), zum Beispiel die Aufgabe, zufällig auf einem Blatt angeordnete Zahlen mit möglichst großer Geschwindigkeit in aufsteigender Zahlenfolge zu verbinden, ein Maß der Intelligenz ergibt, entwickelten sich seit etwa 1970 neue theoretische und praktische Ansätze und Weiterentwicklungen, so aus der genannten Aufgabenstellung zum Beispiel der Zahlen-Verbindungs-Test (ZVT) von Oswald und Roth. Durch dieses Messen der kognitiven Informationsverarbeitungsgeschwindigkeit und der Gedächtnisspanne mit dem KAI-Test konnte nunmehr die Kurzspeicherkapazität berechnet werden, wodurch der IQ-Begriff durch die Informationspsychologie ergänzt und herausgefordert wurde.

### Kurztests
Vor allem in klinischen Untersuchungen (bei Alzheimer zum Beispiel) ergibt sich die Notwendigkeit, das Intelligenzniveau des Patienten näherungsweise zu schätzen. Da ein Intelligenztest von ein oder zwei Stunden Dauer in solchen Fällen völlig unpraktikabel ist, strebt man im klinischen Bereich nach IQ-Kurztests. Ein solcher bewährter Kurztest ist der Mehrfachwahl-Wortschatz-Intelligenz-Test MWT von Siegfried Lehrl oder auch der Mini-Mental-Status-Test.
  Mithilfe der statistischen Untertest-Selektion wurde aus dem Wechsler-Intelligenztest (HAWIE) der WIP, Reduzierter Wechsler-Intelligenztest, entwickelt. Der WIP ist für Psychiatrie-Patienten standardisiert. Seine Darbietungszeit zur Messung der Allgemeinintelligenz liegt bei ca. 15 Minuten. Die teststatistischen Gütekriterien sind ausführlich dokumentiert.

## Intelligenztests und Bildungsevaluation
Nach den Ergebnissen von Rindermann (2006) sollen auch die bei den PISA-Studien, bei TIMSS und bei IGLU eingesetzten Testverfahren als Intelligenztests zu verstehen sein – dies ist allerdings umstritten (Baumert u. a. 2007). Die Validität und Verlässlichkeit der PISA-Tests als Maß des Allgemeinen Faktors der Intelligenz wird von der Studie als gleichwertig oder sogar höher als bei den oben angeführten Tests angesehen. Allerdings werden PISA-Tests nicht unter ausreichend abgesicherten Bedingungen durchgeführt, so dass die Ergebnisse in der Regel nicht für eine Intelligenzaussage zu den einzelnen Schülern verwendet werden können.
Der Zusammenhang zwischen den Ergebnissen eines Intelligenztests, den Intelligenzquotienten, und beruflichem Erfolg ist ein sehr indirekter. Die beachtlichen Erfolge von Frauen in der Literatur, Afroamerikanern im Sport, der Musik und auch in der Filmwelt und die Erfolge von zum Beispiel chinesischen, indischen und vietnamesischen Studenten an amerikanischen Universitäten legen nahe, dass die Aufgabenstellungen und Kriterien von Intelligenztests unvollständig sind. Der bei internationalen Vergleichen ermittelte Intelligenzquotient in den verschiedenen Staaten der Welt ist unterschiedlich liegt meist zwischen 60 und 110. Der Intelligenzquotient von Völkern und Gesellschaften kann sich im Lauf der Zeit ändern. Das ist der sogenannte Flynn-Effekt.
Die Ergebnisse eines Intelligenztests der Leistungsstärksten und der Leistungsschwächsten einer identitären Gruppe (Altersgruppe, Geschlecht, Nationalität und andere) sagen über die Ergebnisse eines typischen Vertreters dieser Gruppe (siehe Median) nur bedingt etwas aus.

## Nichtsprachliche Intelligenztests
Es gibt eine Reihe von Voraussetzungen, deren Nichtbeachtung zu intuitiv falschen Ergebnissen bei IQ-Tests führt. Sprachlastige IQ-Tests etwa setzen voraus, dass die Person die Sprache gut beherrscht, in der die Fragen vorgelegt werden: Kinder bestimmter Gruppen von Gastarbeitern und Immigranten schneiden dabei oft schlecht ab.
Für diese Fälle gibt es sprachfreie IQ-Tests wie zum Beispiel SPM (Raven Standard Progressive Matrices, vgl. Progressive Matrizen), den Labyrinth-Test nach Porteus und den Culture Fair Intelligence Test (CFIT) (oder im deutschen Sprachraum Culture Fair Test CFT). Der CFT kann auch von Menschen mit geringen kulturtechnischen Kompetenzen angewendet werden. Die neueste Auflage des CFT-20 R enthält auch einen fakultativ (also wahlweise) einsetzbaren Wortschatztest und einen Zahlenfolgetest, welche die Fähigkeit zum logischen Schlussfolgern im sprachlichen und rechnerischen Bereich messen sollen. Der SON-R 5 1/2-17 und der Bochumer Matrizentest (BOMAT) sind ebenfalls Beispiele für sprachfreie Intelligenztests. Dennoch ist auch der Erfolg bei nichtsprachlichen Intelligenztests kulturabhängig.

## Konstruktion
Die Autoren von Intelligenztests konstruieren ihre Tests nach impliziten Annahmen bzw. in Anlehnung an bestehende Intelligenztheorien. Es kann davon ausgegangen werden, dass verschiedene Intelligenztests unterschiedliche Ausschnitte der Intelligenz erfassen.
Einige Verfahren verwenden verschiedene Untertests/verschiedene Itemformen (IST2000, BIS), während andere homogene, aber besonders repräsentative Itemformen verwenden (Mental Speed, Matrizentests).
Einige Verfahren sind besonders für die Erfassung der allgemeinen Intelligenz konzipiert (Modell des Generalfaktors der Intelligenz), während andere (WIT, LPS) eher an der spezifischen Ausprägung der einzelnen Faktoren der Intelligenz interessiert sind.

## Gütekriterien der Tests
Gängige Intelligenztests erreichen meist eine gute Reliabilität. Ebenso sind die Kriteriumsvalidität und die prädiktive Validität bezogen auf Schulnoten meist gut. Dies liegt daran, dass die Gültigkeit der Tests von vornherein danach konzipiert wird, welche Unterschiede zwischen Schülern höher- oder geringerwertiger Allgemeinbildung an verschiedenen Schultypen aufgefunden werden können. Langfristig bewährt hat sich ein Test demnach vor allem dann, wenn der Schulerfolg mit dem Abschneiden in IQ-Tests korreliert. Die darin liegende Unterstellung, es handele sich bei der Intelligenz um eine getrennt von Testkonstruktionen existierende und aufzufindende allgemeine Fähigkeit, die sich, so gesehen, letztlich am Schulerfolg zeigt, wird von den Testkonstrukteuren selbst problematisiert. Die Lösung der Frage, ob also Intelligenztests messen, was sie messen sollen, und wie gut, beantwortet damit zugleich die insoweit dann nicht weiter zur Debatte stehende Frage nach dem begrifflichen Inhalt von Intelligenz – eben im Sinne der Anerkennung von Intelligenztests.
Die Vorhersagekraft von Intelligenztests ist oft nicht völlig unabhängig von der Höhe des Testwertes. Bei sehr niedrigen oder sehr hohen IQ-Werten ist die Vorhersagekraft (z. B. für Berufserfolg) meist etwas größer als im mittleren Bereich.

## Normierung
Intelligenztests werden nach Altersgruppen und gegebenenfalls nach anderen Merkmalen wie Schulabschlüssen normiert. Manche Autoren sprechen von der sogenannten Eichstichprobe. Diese Normierung erfolgt meist getrennt für einzelne Länder (auch im deutschen Sprachraum). Länderübergreifende Vergleiche sind daher nur eingeschränkt möglich.
Intelligenztests müssen regelmäßig nachgeeicht werden, da sich die durchschnittliche gemessene Intelligenz mit der Zeit verändert. Der Flynn-Effekt bezeichnet die Tatsache, dass in Industrieländern bis in die 1990er Jahre die durchschnittlichen IQ-Ergebnisse zunahmen. Mit Beginn der 1990er-Jahre stagnierte der IQ, und seit dem Ende der 1990er Jahre nimmt er sogar wieder ab.

## Bekannte Intelligenztests
für Erwachsene

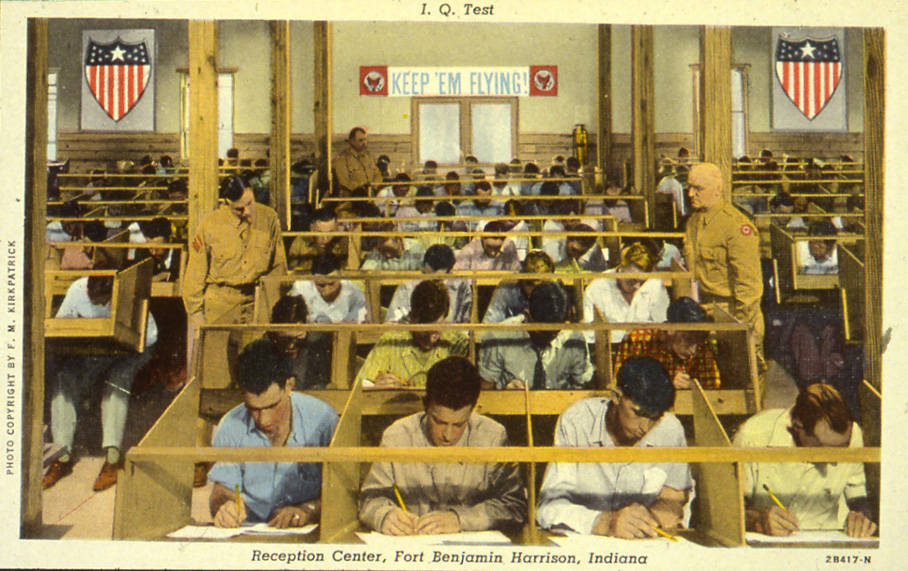
IQ-Test bei der Aufnahme in die US-Armee

- Berliner Intelligenzstrukturtest (BIS)
- Intelligenz Struktur Analyse (ISA-L und ISA-S)
ISA wurde zuerst 1998 veröffentlicht,[34] in zweiter Auflage 2001 dann die Spezialformen ISA-L(eicht) und ISA-S(chwer).[35] Dieser Test wurde unter anderen von Mensa in Deutschland verwendet. Der ISA-Test basiert auf dem Berliner Intelligenzstrukturmodell, er hat neun Subtests, die die vier Fähigkeitsbereiche „verbale Intelligenz“, „numerische Intelligenz“, „figural-räumliche Intelligenz“ und „Gedächtnisleistung“ messen. Die Aggregation ermöglicht eine Beurteilung der allgemeinen Intelligenz. Die Normen beziehen sich auf Stichproben in der Größe von N = 3813, die zwischen 1997 und 1999 erhoben wurden.
- Intelligenz Basis Faktoren (IBF-L und IBF-S)[36] Die beiden Tests bestehen aus jeweils sieben Untertests (mit je zwölf Aufgaben): drei sprachliche, zwei mathematisch-numerische, einer für das räumliche Vorstellungsvermögen und ein Gedächtnistest. Die Reliabilität (Spearman-Brown mit Korrektur) liegt für die Gesamttests bei .94 bis .95, für die Untertests im Bereich von .69 bis .91. Die im Hinblick auf Schulbildung und Geschlecht repräsentative Gesamtnormstichprobe hat beim IBF-S einen Umfang von N = 21.421, beim IBF-L von N = 9.759 Personen. Für fünf Altersgruppen (14–19, 20–29, 30–39, 40–49, über 50 Jahre) existieren bildungsspezifische Vergleichswerte (Hauptschule, Realschule, Gymnasium) in Form von Prozenträngen und T-Werten inklusive des 95 %-T-Bandes.[37]

- Wechsler-Intelligenztest für Erwachsene (WIE). Dieses Testverfahren wird u. a. häufig bei forensischen Gutachten verwendet. Das Ergebnis kann Hinweise auf verminderte Schuldfähigkeit oder Schuldunfähigkeit eines Angeklagten bzw. hinsichtlich der Glaubwürdigkeit von Zeugen liefern, denen im Rahmen der Begutachtung weiter nachgegangen wird.
- Reduzierter Wechsler-Intelligenztest (WIP). Der WIP wurde aus der statistischen Untertest-Selektion des HAWIE entwickelt. Die Viererbatterie AW, GF,BE, MT ist an mehreren klinischen und normalen Gruppen statistisch ausführlich analysiert und standardisiert worden. Der WIP lässt sich in ca. 15 Minuten durchführen, so dass sich die zeitliche Belastung für Kranke in Grenzen hält. Multiple Korrelationen der WIP-Subtests zeigen eine gute Übereinstimmung mit der Gesamtskala des HAWIE und liegen zwischen 0,89 und 0,97, mit dem Intelligenz-Struktur-Test (IST) bei 0,83.

- Intelligenz-Struktur-Test (IST)
- Bochumer Wissenstest (BOWIT)

für Jugendliche und Erwachsene
- Analytischer Intelligenztest (AIT); von R. Meili, veröffentlicht 1971[38]

für Jugendliche
- Berliner Intelligenzstrukturtest für Jugendliche: Begabungs- und Hochbegabungsdiagnostik (BIS-HB)

für Kinder und Jugendliche
- Adaptives Intelligenz Diagnostikum (AID)
- Hamburg-Wechsler-Intelligenztest für Kinder (WISC-IV, früher HAWIK IV)
- Kognitiver Fähigkeitstest (KFT)

für Kinder
- Leistungsprüfsystem (LPS); von W. Horn entwickelt, 1962 veröffentlicht
- Kaufman-Test (K-ABC und K-TIM)
- Wechsler Preschool and Primary Scale of Intelligence – deutsche Version (WPPSI-III, früher HAWIVA)
- Snijders-Oomen Nonverbaler Intelligenztest (SON)

Altersunabhängig / spezifische Altersversionen
- Progressive Matrizen von Raven
- Stanford-Binet-Test

## Kritik
Von Kritikern wurde vorgebracht, dass Einflüsse der sozialen Schicht und kulturelle Einflüsse Auswirkungen auf die Ergebnisse der Tests hätten. Auch die sogenannten kulturfreien Tests benachteiligten Personen aus Minderheitengruppen.
Der Psychologe und Erziehungswissenschaftler Howard Gardner kritisierte, es gebe viele Dinge, die durch den IQ nicht erfasst und erklärt würden. Gardner behauptete die Existenz zahlreicher Intelligenzen, die der IQ-Test nicht messe. Empirische Nachweise derartiger Intelligenzen wurden jedoch nicht gefunden, und Gardners Konzept konnte sich deshalb in der Psychologie nicht durchsetzen (siehe Hauptartikel Theorie der multiplen Intelligenzen).
Die bei allen IQ-Tests unterstellte logische Operation zur Bestimmung von „Intelligenz“ entspricht nach der Auffassung des marxistischen Publizisten Freerk Huisken der Logik von Kraft und Äußerung bei Hegel: Intelligenztestkonstrukteure unterstellten, dass sich eine allgemeine Fähigkeit zu intelligenten Leistungen in bestimmten messbaren Test-Leistungen äußere. Dies werde begründet durch eine tautologische Aufspaltung des umgangssprachlichen Begriffs Intelligenz in ein in sich selbst ruhendes Ursache-Wirkungsverhältnis: Man verdoppele intelligente Leistungen – aus dem Bedürfnis nach Messbarkeit heraus, verallgemeinert als abstrakte Intelligenzleistung – in deren Äußerung (bestimmte messbare Test-Leistungen) und das diesen Äußerungen angeblich zugrundeliegende Vermögen dazu – ausgedrückt im IQ-Wert. Durch diese willkürliche Zerlegung von Intelligenz in „Fähigkeit und Äußerung derselben“ werde aus den vom Test behaupteten, sorgfältig ausgedachten Kriterien für das Konstrukt Intelligenz ein Messinstrument für die Intelligenz. Eine Kausalität konstituiere sich daher erst durch die gedankliche Trennung bzw. Verdoppelung. Insofern treffe Edwin Borings berühmte Aussage von 1923, Intelligenz sei, was der IQ-Test misst, auf jede Intelligenzmessung zu und lasse somit unter der Hand überhaupt erst Intelligenz als abstrakten Gegenstand wahr werden. Bestimmte intelligente Leistungen seien inhaltlich nicht abstrakt vergleichbar – es sei denn, der Wille zur Auffindung abstrakter Intelligenz bringe sie genau als das, was man aus bestimmten praktischen Interessen heraus messen wolle, theoretisch hervor (z. B. für die Feinsteuerung von Selektion). Aus einer solchen Kritik folge ebenso, dass die Art und Weise des Testens im Einzelnen nicht relevant sein könne. Der persönliche Geschmack des Testers und seine ideologische Praxis-Orientierung bestimmten die Technik der IQ-Wert-Messung („sprachfrei“, „mathematikfrei“, „milieuneutral“ usw.). Dem wird der empirische Befund gegenüber gehalten, dass der allgemeine Faktor der Intelligenz, der aus verschiedenen Testbatterien durch Faktorenanalyse ermittelt wird, nahezu identisch ist (r > .90), wenn die denselben zugrundeliegenden Aufgaben und die Art der Abfragung breit gefächert sind, unabhängig davon, wie sich die Aufgaben abseits des Kriteriums der Vielfalt konkret darstellen.